# Boa Vista do Sul
Boa Vista do Sul é um município brasileiro do estado do Rio Grande do Sul.

## História
Distrito criado com a denominação de Vinte e Sete da Boa Vista pela Lei Municipal nº 617, de 4 de novembro de 1960, subordinado ao município de Garibaldi.
Com a denominação de Boa Vista do Sul e desmembrado de Garibaldi e Barão, o município é criado pela Lei Estadual nº 10.632, de 28 de dezembro de 1995.

## Geografia
Localiza-se a uma latitude 29º21'03" sul e a uma longitude 51º40'33" oeste, estando a uma altitude de 460 metros.
Possui uma área de 95,275 km² e uma população estimada em 2 783 habitantes, conforme dados do IBGE de 2019.